# Биа (ТВ серија)
Биа (шп. Bia) је аргентинска теленовела коју продуцира Pegsa y Non Stop за Disney Channel Латинска Америка. Емитује се од 24. јуна 2019. године.

## Улоге

### Млади
| Глумац             | Улога              |
| ------------------ | ------------------ |
| Изабела Соуза      | Беатриз Биа Уркиза |
| Xулио Пења         | Мануел Гутиерез    |
| Гвидо Месина       | Алекс Гутиерез     |
| Андреа де Алба     | Кармин Лагуардиа   |
| Агустина Палма     | Селесте Квинтеро   |
| Јулија Герини      | Кјара Калегри      |
| Микаела Дијаз      | Дејзи Дурант       |
| Алан Маданес       | Пиетро Бенедето    |
| Луис Гиралдо       | Ђон Кабаљеро       |
| Данијела Трухиљо   | Пикси Окаранта     |
| Хулија Аргуеђес    | Мара Моралес       |
| Естебан Веласкес   | Гиљермо Руиз       |
| Родриго Руми       | Маркос Голден      |
| Фернандо Дeнте     | Виктор Гутиерез    |
| Габријела Ди Греко | Ана/Хелена Уркиза  |
| Хенер Фреитас      | Тијаго Кунст       |
| Ђандино            | Ђандино            |

### Старији
| Глумац         | Улога            |
| -------------- | ---------------- |
| Естела Рибеиро | Алиси Уркиза     |
| Мирела Пајрет  | Луција           |
| Сергио Сурако  | Антонио Гутиерез |
| Мариела Пизо   | Паула Гутиерез   |